# Josefin Lillhage
Josefin Lillhage (Göteborg, 15. ožujka 1980.) je švedska plivačica.
Višestruka je svjetska prvakinja u plivanju.